# Orden de Valiente Ciudadano
La Orden de Valiente Ciudadano es un título honorífico del Municipio Barinas, Venezuela.
Tiene su origen en el título de Valiente Ciudadano que le otorgó el Concejo Municipal de Barinas al General Ezequiel Zamora en 1859:

Considerando:
Que el ciudadano General Ezequiel Zamora, con acierto y arrojo asombroso ha atravesado la República, venciendo en todas partes a los enemigos de la Federación, para venir en apoyo de la liberal provincia de Barinas, hasta darle en toda su plenitud el bien precioso de la libertad, y elevándola al rango de Estado independiente del gobierno central, por lo que se ha hecho digno de la gratitud del pueblo, y siendo el Concejo Municipal su órgano inmediato, DECRETA:
Art. 1° El Concejo Municipal distingue al ciudadano General Ezequiel Zamora con el nombre de VALIENTE CIUDADANO, cuyo título le dará en todos sus actos al tratarse del mencionado ciudadano.

Art. 2° Este decreto le será presentado por una comisión dedos miembros que nombrará el Concejo.

Dado en Barinas a 14 de junio de 1859. El Presidente, RAFAEL A. RINCONES. El Secretario, DANIEL ANGULO.

Previamente, Zamora había decretado medidas de distribución de tierras para uso común, eliminación del cobro de arriendo por el uso de tierras para la agricultura y ganadería y fijación de jornales para los peones. Estas acciones influyeron en la obtención del título Valiente Ciudadano, que se ha transformado en su epíteto.
El General Ezequiel Zamora ha sido particularmente reivindicado por Hugo Chávez (Presidente de Venezuela entre 1999 y 2013), quien lanzó la Misión Zamora con el fin de «reorganizar la tenencia y uso de las tierras ociosas con vocación agrícola para erradicar el latifundio, promover el desarrollo del medio rural en los ejes estratégicos del país y garantizar la seguridad agroalimentaria de la población a través del desarrollo de una agricultura sustentable». Por este y otros motivos, también Chávez recibió la distinción de Valiente Ciudadano.
La Orden de Valiente Ciudadano se otorga en los aniversarios de la concesión a Zamora. Así la recibieron Chávez y Fidel Castro.